# Isovactis
Isovactis is een geslacht van neteldieren uit de klasse van de Anthozoa (bloemdieren).

## Soorten
- Isovactis carlgreni Leloup, 1942
- Isovactis elongata Leloup, 1964
- Isovactis microtentaculata Leloup, 1964